# カルテット (小説)
『カルテット』 (Quartet) は、大沢在昌による日本の小説シリーズ。2011年に毎日放送（MBS）でテレビドラマ化された。

## 初出
- カルテット（『野性時代』2004年12月号 - 2005年4月号）
- カルテット2 イケニエのマチ（『野性時代』2006年12月号 - 2008年4月号）
- カルテット3 指揮官（コマンダー）（『野性時代』2008年7月号 - 2009年7月号）
- カルテット4 Liberator（『野性時代』2009年9月号 - 2010年10月号）

## 書誌情報
- カルテット 渋谷デッドエンド（2010年12月24日発売、角川書店、ISBN 978-4-04-874109-5）
- カルテット2 イケニエのマチ（2010年12月24日発売、角川書店、ISBN 978-4-04-874154-5）
- カルテット3 指揮官（コマンダー）（2011年1月28日発売、角川書店、ISBN 978-4-04-874158-3）
- カルテット4 解放者（リベレイター）（2011年2月25日発売、角川書店、ISBN 978-4-04-874159-0）

文庫版
- 生贄のマチ 特殊捜査班カルテット（渋谷デッドエンドとイケニエのマチの合冊本）（2015年9月24日発売、角川書店、ISBN 4041020425）
- 解放者 特殊捜査班カルテット (2)（コマンダーとリベレイターの合冊本）（2015年10月24日発売、角川書店、ISBN 4041020417）
- 十字架の王女 特殊捜査班カルテット (3) （完結編）（2015年11月25日発売、角川書店、ISBN 4041020433）

## 登場人物

### 主要人物
タケル
18歳。10歳の時に両親と妹を惨殺されるが、犯人も犯行の動機も分からない警察の無能さに見切りを付け、怒りを生きる糧とし、自ら体を鍛え上げ、格闘技を身に付け、夜ごと繁華街で“ゴキブリ”たちを狩る日々を送っている。かつて痛めつけた男たちに報復されそうになったところを、クチナワに助けられ、チームにスカウトされる。
ホウ
人気DJ・リンのボディガード。中国残留孤児三世。黒竜江省生まれ。
7歳の時に家族と日本に移り住んだが、9歳の時に母親が家を出ていき、言葉や文化の壁により辛い時期を過ごした。日本名はアツシだが、日本も日本人も憎んでいるため、そう呼ばれることを嫌う。全身にタトゥを纏っている。
カスミ
17、18歳の少女。
親友・セーラをタイに売り飛ばし薬漬けにした塚本を憎んでおり、その復讐のために本心を隠して、塚本の女として肉体関係を持ち続けている。
自称“悪魔の血をひく女”で、その出自は謎に包まれている。クチナワとはある目的のために共闘関係にあり、チームの人選もカスミが行い、チームの司令塔的存在。
クチナワ
警視庁の異端者。所属部署は組織犯罪対策部で、階級は警視正。過去の事件で両脚を失い、電動車椅子に乗っている。“クチナワ”は蛇のことで、蛇には足がないことからそう名乗る。
ずば抜けて優秀な頭脳を持ち、自らの理想を実現しようと精鋭部隊を結成したが失敗した。

### その他
トカゲ
クチナワの側近。特殊部隊の兵士を思わせる身のこなし。
マスター
恵比寿駅近くの雑居ビルにバー「グリーン」を構える。30代後半のひょろりとした体型。元警官で、かつてクチナワが作ろうとしていた精鋭部隊の隊員だった。

### 渋谷デッドエンド
リン
カリスマDJ。非常に人気があり、イベントには1000人以上が集まる。中国残留孤児三世。黒竜江省生まれ。
イベント企画者の塚本との関係を解消し、独立を画策していたが、その動きを事前に感づかれ、イベントの最中にもみ合って転落死してしまう。
塚本（つかもと）
イベント会社を経営する。オーガナイザーとしてリンのイベントを企画し、関西の“本社”から卸されるドラッグをイベント会場で売りさばく。
嶋（しま）
塚本のボディガード。ボディビルのやり過ぎで胸が肩にくっつきそうなほど屈強な体格。イベントでセキュリティを束ねる責任者。

## テレビドラマ
毎日放送（MBS）製作にて、2011年1月18日よりTBS系列各局にて順次放送。平均視聴率1.6%。
原作のホウは男だが、ドラマでは女のシュンとして福田沙紀が演じる。

### キャスト
- シュン - 福田沙紀
- タケル - 松下優也
- カスミ - 夏菜
- クチナワ - 上川隆也
- マスター - 大石吾朗
- 塚本 - 永澤俊矢
- トカゲ - 虎牙光揮
- ゴロー - 佐藤佐吉
- リン - 児玉ユースケ
- ハノイ - 渡辺奈緒子

### スタッフ
- 企画 - 一志順夫、宍戸健司
- プロデューサー - 松岡周作、鎌田雄介、竹田靑滋、深迫康之
- 脚本 - 公園兄弟（真辺克彦&鴨義信）
- 演出 - 西海謙一郎 ほか
- 音楽 - 石塚徹
- 主題歌 - 松下優也 「Paradise」
- 製作 - 「カルテット」製作委員会、毎日放送
- 制作協力 - ボイス&ハート

### ネット局
| 放送地域      | 放送局              | 放送期間                | 放送日時                 | 備考   |
| ------------- | ------------------- | ----------------------- | ------------------------ | ------ |
| 関東広域圏    | TBSテレビ（TBS）    | 2011年1月18日 - 3月29日 | 火曜 24時55分 - 25時25分 |        |
| 近畿広域圏    | 毎日放送（MBS）     | 2011年1月20日 - 3月24日 | 木曜 24時55分 - 25時25分 | 製作局 |
| 岡山県 香川県 | 山陽放送（RSK）     | 2011年1月20日 - 3月24日 | 木曜 24時55分 - 25時25分 |        |
| 新潟県        | 新潟放送（BSN）     | 2011年1月27日 - 3月31日 | 木曜 24時55分 - 25時25分 |        |
| 愛媛県        | あいテレビ（ITV）   | 2011年1月28日 - 4月22日 | 金曜 24時20分 - 24時50分 |        |
| 北海道        | 北海道放送（HBC）   | 2011年1月30日 - 4月10日 | 日曜 24時56分 - 25時26分 |        |
| 福岡県        | RKB毎日放送（RKB）  | 2011年1月31日 - 4月25日 | 月曜 26時25分 - 26時55分 |        |
| 静岡県        | 静岡放送（SBS）     | 2011年2月17日 - 3月10日 | 木曜 25時35分 - 26時05分 |        |
| 中京広域圏    | 中部日本放送（CBC） | 2011年2月26日 - 5月7日  | 土曜 26時43分 - 27時13分 |        |

- 東北地方太平洋沖地震の影響で、各局で放送休止・変更が相次いでいる。

### 台湾ロケにおける騒動と批判
ロケの一部を台湾の台北市万華区で行なったが、劇中では"違法移民が溢れる古ぼけて廃れた無法地帯"といった否定的なニュアンスで描かれていたことが、台湾で反発を呼んだ。
さらに台湾でロケを行なったのは「ゴミゴミしたところが必要だったから」という理由だったと報道されたことで、台湾・日本双方でさらに物議をかもすことになった。